# Владимир Димитров (треньор)
Вижте пояснителната страница за други личности с името Владимир Димитров.
Владимир Димитров е бивш български футболист.

## Кратка биография
Роден е на 14 април 1972 година в град Радомир. Първите си стъпки във футбола прави като ученик в местното училище „Георги Димитров“ (сега „Св. Св. Кирил и Методий“). Преминава през всички гарнитури на ДЮШ на Струмска слава, като играе на поста нападател. Никога не предава родния клуб, като се отказва почти на четиридесет годишна възраст.
След няколко години става част от спортно-техническия състав на участващия по това време в ЮЗ В група Струмска слава, като в началото е помощник на Светослав Кирилов на мъжете и старши треньор на юношите старша възраст.
През 2014 година става старши треньор на отбора, като през сезон 2016/2017 извежда тима от Радомир до историческа промоция във Втора лига.